# John DenBoer
El Dr. John DenBoer es un neuropsicólogo clínico y psicólogo deportivo para conmociones cerebrales y demencia relacionadas con el deporte. Trabaja en el campo de la prevención cognitiva y la intervención de la demencia. Es autor del libro “This is Dementia” y desarrollador de un programa SMART que ayuda a reducir el riesgo de desarrollar demencia en individuos con deterioro cognitivo leve y/o deterioro cognitivo leve amnésico. Es el fundador de SMART Brain Againg, que ganó el Arizona Innovation Challenge (AIC) y el premio Flinn Foundation.

## Carrera
John DenBoer se ha dedicado profesionalmente a la neuropsicología clínica, con especial atención al deterioro de la memoria y a los cambios cognitivos asociados al envejecimiento. Fundó la empresa Smart Brain Aging para desarrollar herramientas digitales que ayuden a las personas mayores a conservar sus capacidades cognitivas. Su trabajo y el de su compañía han sido mencionados en diversos medios de tecnología y salud por sus propuestas en prevención de la demencia y por su carácter innovador.
Fue también el protagonista del documental de Netflix This Is Dementia, que muestra su labor con personas en fases tempranas de deterioro cognitivo. El filme recibió cobertura en distintos medios de comunicación internacionales.
Además, ofreció una charla TEDx centrada en el envejecimiento y la salud cognitiva.